# Cementiri de Santa Cecília de Voltregà
El Cementiri de Santa Cecília de Voltregà és una obra de Santa Cecília de Voltregà (Osona) protegida com a Bé Cultural d'Interès Local.

## Descripció
El cementiri municipal de Santa Cecília es troba al nucli de la vil·la, al nord de l'església de Santa Cecília de Voltregà.
L'accés es realitza a través d'un portal amb parets de pedra vista i coberta de formigó. A l'interior, la intervenció arquitectònica proposà de distribuïts tres cossos aïllats de planta quadrada i coberta plana que contenen les sepultures. Aquestes estructures tenen el murs de formigó sense arrebossat o pintar, i els seu volum geomètric i color destaquen i actuen com a contrapunt del paisatge.
A l'extrem nord del cementiri s'aixeca una creu de ferro, tanca el perímetre un talús de pedra vista.

## Història
El cementiri municipal de Santa Cecília de Voltregà fou dissenyat per l'arquitecte Cristina Gastón i construït entre 2001 i 2005. L'any 2006 el projecte va tenir una menció especial a la IV Biennal de les Comarques Centrals. L'any 2008 va ser finalista a la V Biennal Internacional de Paisatge de Barcelona. Aquell mateix any va ser seleccionada per l'Expo JAE 2008. Madrid/New York/Brussel·les.